# Mitzoruga elapines
Mitzoruga elapines là một loài nhện trong họ Miturgidae.
Loài này thuộc chi Mitzoruga. Mitzoruga elapines được miêu tả năm 2009 bởi Raven.